# Geoemyda
Geoemyda Gray, 1834 è un genere della famiglia dei Geoemididi. Le tartarughe ad esso ascritte sono originarie di Cina, Giappone e Vietnam.

## Tassonomia
Comprende le seguenti specie:
- Geoemyda japonica Fan, 1931 - tartaruga foglia di Ryukyu
- Geoemyda spengleri (Gmelin, 1789) - tartaruga foglia vietnamita